# Blå lyktan
Blå lyktan (engelska: The Blue Lamp) är en brittisk kriminalfilm från 1950 i regi av Basil Dearden.

## Utmärkelser
Filmen vann BAFTA Award för bästa film 1951.

## Rollista i urval
- Jack Warner - PC George Dixon
- Jimmy Hanley - PC Andy Mitchell
- Dirk Bogarde - Tom Riley
- Bernard Lee - Det. Sgt. Roberts
- Sonia Dresdel - Det. Insp. Cherry
- Peggy Evans - Diana Lewis
- Patric Doonan - Spud
- Bruce Seton - PC Campbell
- Meredith Edwards - PC Hughes
- Clive Morton - Sgt. Brooks
- William Mervyn - Chief Inspector Hammond
- Frederick Piper - Alf Lewis
- Dora Bryan - Maisie
- Gladys Henson - Mrs. Dixon